# Litsea subumbelliflora
Litsea subumbelliflora är en lagerväxtart som först beskrevs av Carl Ludwig von Blume, och fick sitt nu gällande namn av Francis S.P. Ng. Litsea subumbelliflora ingår i släktet Litsea och familjen lagerväxter. Inga underarter finns listade i Catalogue of Life.